# Martín Eidán
Martín Eidán es una novela escrita por el autor argentino Mario Diament.
La misma trata sobre un periodista argentino que es enviado a Ciudad Juárez, en México, a cubrir unos supuestos asesinatos. Allí se da cuenta de la vida rutinaria y aburrida que lleva y decide cambiar su identidad y abandonar a su familia para viajar libremente por el mundo.
Como nuevo nombre adopta a "Martín Eidán" y si se interpreta el apellido a la inversa se lee la palabra "nadie".
- Datos: Q6002604